# Restrepia cymbula
Restrepia cymbula är en orkidéart som beskrevs av Carlyle August Luer och Rodrigo Escobar. Restrepia cymbula ingår i släktet Restrepia och familjen orkidéer.
Artens utbredningsområde är Ecuador. Inga underarter finns listade i Catalogue of Life.